# Olga Fikotová
Olga Fikotová (Praga, 13 de novembro de 1932 – 12 de abril de 2024) foi uma atleta e campeã olímpica tcheca, especialista no lançamento de disco. Ficou conhecida mundialmente por ganhar a medalha de ouro em Melbourne 1956 e por iniciar um romance durante os Jogos e casar-se com o também campeão olímpico norte-americano Harold Connolly, no período mais agudo da Guerra Fria e da barreira da Cortina de Ferro sobre a Europa Central e Oriental.

## Biografia
Com aptidões naturais de atleta, Olga se iniciou nos esportes praticando basquetebol e handebol em campeonatos internos da Tchecoslováquia antes de mudar para o atletismo de campo e o lançamento de disco em 1954. Dois anos depois, ela ainda era uma estudante de medicina em Praga com menos de dois anos de prática na modalidade, quando competiu por seus país em Melbourne 1956. Aos 24 anos, ela se tornou a única medalhista de ouro da Tchecoslováquia naqueles Jogos Olímpicos, com um lançamento de 53,69 m, derrotando a soviética Nina Romashkova, campeã olímpica em Helsinque 1952 e futura bicampeã em Roma 1960.
O fato que deixou as manchetes esportivas e se tornou um grande caso internacional foi a paixão e o relacionamento que Olga começou com o atleta norte-americano Harold Connolly, também campeão olímpico no lançamento do martelo em Melbourne, a quem conheceu um dia antes do início dos Jogos. No auge da Guerra Fria, um romance entre dois campeões olímpicos, um americano e outra tcheca, tomou o noticiário internacional:

De alguma forma o destino nos uniu e descobrimos que, apesar de sermos de cantos opostos e longínquos do mundo e de sistemas políticos que pareciam ser completamente incompatíveis, quando se chega aos valores humanos fundamentais nós éramos bastante parecidos. Nós tentamos conversar, eu em meu inglês fragmentado e ele no pouco alemão que conhecia, porque havia viajado para a Alemanha anteriormente. Nós fomos unindo idéias e pontos de vista e nos vimos surpreendentemente próximos em nossos pensamentos. Daquilo começou a se desenvolver, além da curiosidade e da amizade, um sentimento de amor.
O romance foi bem recebido pelo público e pela imprensa ocidentais mas o mesmo não aconteceu na Tchecoslováquia, cujos dirigentes políticos a acusaram de traição. Quando ela retornou a Praga, foi recebida com um sentimento de 50% de alegria e 50% de vergonha. Meses depois, Connolly a visitou na capital tcheca e os dois marcaram seu casamento. A notícia encerrou a carreira de Fikotova como atleta tcheca internacional. Surpreendentemente, porém, o casamento foi autorizado pelo governo - casamentos entre tchecos e estrangeiros necessitavam de aprovação governamental - talvez pelo envolvimento do presidente Antonín Zápotocký, a quem o casal apresentou pessoalmente uma petição de autorização.
Suas testemunhas da união foram os campeões olímpicos tchecos Emil Zatopek e sua mulher Dana Zátopková. Eles haviam planejado um casamento discreto num meio da semana mas de alguma maneira a notícia se espalhou e milhares de pessoas se aglomeraram no local:

Quando o dia do casamento chegou e nossos carros não conseguiam chegar até a praça, pensei que tivesse havido algum acidente. Mas, na verdade, ... alguns dizem 25.000, outros 30.000 pessoas ... compareceram para tentar assistir à cerimônia, em volta da praça. Alguns vieram por que nunca tinham visto Dana e Emil Zatopeck. Outros vieram para ver o americano que tinha vindo a Praga. Eles nunca tinham visto um americano comum, quanto mais um campeão como aquele... outros vieram para me apoiar. E tudo acabou num festival com uma grande multidão onde todos se divertiram.
O casal mudou-se para os Estados Unidos após o casamento. Connoly vendeu um de seus martelos em Praga para pagar a viagem de volta e ao chegarem ao país eles descobriram ter apenas 35 centavos de dólar de patrimônio. Connoly, um ex-professor de História, achou trabalho como vendedor de seguros e Olga, que na Tchecoslováquia era médica, foi trabalhar como faxineira no jornal The Boston Globe, ganhando $400 dólares por mês.
Olga tentou continuar a competir pela Tchecoslováquia mas foi impedida pelo Comitê Olímpico Tcheco e o governo espalhou a notícia de que ela tinha se negado a representar o país internacionalmente. Com isso, ela foi relegada ao ostracismo por seus compatriotas durante muitos anos, até que a verdade veio a público ao fim do governo comunista. Nos Jogos de Roma 1960, em que ela competiu pelos EUA, os atletas tchecos lhe viraram as costas e se recusaram a falar com ela. Depois do episódio, e com o nome de Olga Connolly, passou a competir pelos Estados Unidos e esteve em todos os Jogos Olímpicos seguintes até Munique 1972,  aos 39 anos de idade, quando foi a porta-bandeira da delegação americana na cerimônia de abertura destes Jogos.
Olga e Harold ficaram casados por 17 anos até se divorciarem em 1973. Um de seus filhos se tornou um atleta de expressão nacional no lançamento do dardo e no decatlo e uma de suas filhas integrou a seleção norte-americana de voleibol. Ela viveu na Califórnia envolvida em causas ambientais e trabalhando numa loja que vende artigos para alpinismo.
Morreu em 12 de abril de 2024, aos 91 anos.